# Ranee Lee

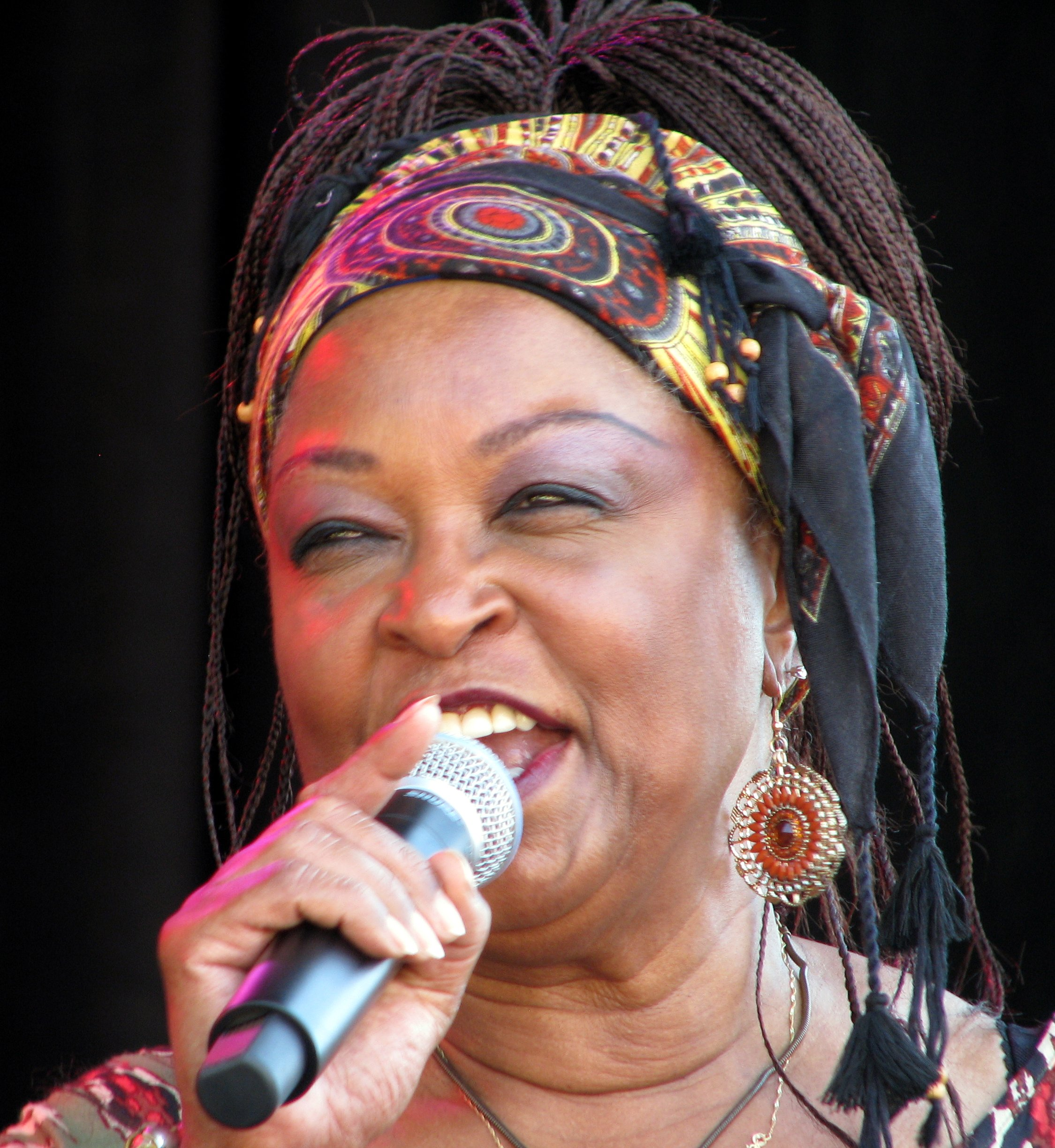
Ranee Lee

Ranee Lee (* 26. Oktober 1942 in Brooklyn, New York City) ist eine aus den Vereinigten Staaten stammende kanadische Jazzsängerin.

## Leben und Wirken
Lee wuchs in New York City auf, wo sie schon während ihrer Zeit an der High School als Sängerin auftrat. Ihre Karriere begann sie als Tänzerin, außerdem spielte sie in verschiedenen Tourneegruppen Schlagzeug und Tenorsaxophon, bevor sie um 1970 nach Montréal zog. Danach konzentrierte sie sich auf den Jazzgesang und legte eine Reihe von Alben auf dem kanadischen Label Justin Time Records vor. Auf ihrem ersten Album Deep Song (1989) wirkten Milt Hinton und Oliver Jones mit, auf ihrem zweiten Album Jazz on Broadway war Red Mitchell Begleitmusiker. Sie trat in dem Theaterstück Lady Day auf; Billie Holiday und Dinah Washington haben sie maßgeblich beeinflusst.
Außerdem ist sie Autorin mehrerer Kinderbücher (Nana, What do you say?). Sie lebt in Québec und war mit dem Jazzgitarristen Richard Ring (1938–2018) verheiratet.

## Preise und Auszeichnungen
Ranee Lee wurde mehrfach ausgezeichnet, darunter mit dem Order of Canada (2006) und dem Dora Mavor Moore Award; 2010 erhielt sie den Juno Award für ihr Album Ranee Lee Lives Upstairs.

## Diskographische Hinweise
- Live at Le Bijou (JustinTime, 1983)
- Deep Song (JustinTime, 1989), u. a. mit Oliver Jones & Milt Hinton
- The Musicals - Jazz On Broadway (JustinTime, 1991), u. a. mit Denny Christianson, Andy Milne, Richard Ring, Red Mitchell
- I Thought About You (JustinTime, 1995)
- You Must Believe in Swing (JustinTime, 1996), mit Guido Basso, Pat LaBarbera, Tilden Webb, Richard Ring, Ray Brown, Ed Thigpen
- Seasons of Love (JustinTime, 1997), mit David Murray, Tilden Webb, Richard Ring, John Clayton, Jeff Hamilton
- Dark Divas - Highlights (JustinTime, 1999), mit Ron DiLauro, Muhammad Abdul Al-Khabyyr, Richard Beaudet, Tilden Webb, Richard Ring, Mike Downes, Dave Laing
- Maple Groove : Songs of the Great Canadian Songbook (JustinTime, 2003), mit Ron DiLauro, Richard Beaudet, Brian Dickinson, John Sadowy, Richard Ring, Mike Downes, Zach Lober, Dave Laing
- Maple Groove (JustinTime, 2004)
- Just You, Just Me (JustinTime, 2005)
- Lives Upstairs (JustinTime, 2007)
- What Is Going On? (JustinTime, 2013)